# Башчи, Эрдем
Эрдем Башчи (тур. Erdem Başçı; род. 1966, Анкара, Турция) — турецкий государственный деятель, финансист, Турции, экономист, педагог. Руководитель Центрального банка Турецкой Республики (2011—2016). Доктор экономических наук (1995).

## Биография
Окончил в 1987 году Ближневосточный технический университет. В 1989 году получил степень магистра в области делового администрирования, в 1990 году — в области экономики в Билькентском университете в Анкаре, в 1993 году — в области экономики в Университете Джонса Хопкинса в США. В 1995 году получил степень доктора экономических наук.
В 1995—2003 годах работал преподавателем в Билькентском университете, с 1999 года — адъюнкт-профессором экономики.
В октябре 2003 года назначен заместителем управляющего Центрального банка Турции. С 19 апреля 2011 по 19 апреля 2016 года работал председателем Национального банка Турции.